# Orlando Fantasy
Le Orlando Fantasy sono state una squadra della Lingerie Football League (ora Legends Football League). Le attività della squadra sono al momento sospese.
Giocavano alla UCF Arena di Orlando.

## Colori
Le Fantasy indossano slip e reggiseno di color bianco con bordi neri e numeri e lacci azzurri in casa e azzurri con bordi neri e numeri in bianco in trasferta.

## Campionati disputati
Le Fantasy sono una delle nuove squadre del campionato del 2010-2011 della Lingerie Football League. Hanno esordito il 24 settembre 2010 perdendo per 6-47 con le Tampa Breeze. Il primo touchdown della storia della squadra è stato realizzato da Lindsay Alfano ricevendo un passaggio di Veronica Moor.

### 2010-2011
Squadra: 1 Kristen Strout, 2 Lindsay Alfano, 3 Veronica Moor, 4 Jennifer Chu, 5 Quiana Welch, 6 Josan Battle, 7 Krystle Appellaniz, 8 Forrest Stewart, 9 Tiffani Hardin, 10 Monica Zapata, 11 Kimberly Bennett, 12 Jeannette McCoy, 14 Katy Ziegler, 15 Jennifer Kraus, 16 Sade Kusimo, 17 Jillian Thacker, 18 Jill Steadman.
Risultati. 24.09.2010: Orlando - Tampa Breeze 6-47; 29.10.2010 Orlando - Miami Caliente 19-27; 05.11.2010 Baltimore Charm - Orlando 42-19.